# ارنست اونگر
ارنست اونگر (زاده ۲ آوریل ۱۸۷۵ در برلین – درگذشته ۱۳ سپتامبر ۱۹۳۸ در پرنزلائو) پزشک و جراح آلمانی بود که به عنوان پیشگام در پیوند کلیه شناخته می‌شد. او همچنین یکی از اولین خدمات اهدای خون را در آلمان در سال ۱۹۳۲ راه‌اندازی کرد.

## زندگی
ارنست اونگر در رشته پزشکی تحصیل و دکترای خود را در سال ۱۸۹۸ دریافت کرد. از سال ۱۹۰۳ تا ۱۹۰۶ او شاگرد ارنست فون برگمان، سپس پزشک ارشد در کلینیک دانشگاه جراحی اول بود و در سال ۱۹۱۹ او بخش دوم جراحی را در بیمارستان رودلف ویرچو به عهده گرفت. او در سال ۱۹۳۲ اولین خدمات مرکزی اهدای خون را در آلمان راه اندازی کرد. اونگر پروفسور پزشکی بود و در آوریل ۱۹۳۳ به دلیل اصالت یهودی خود از سمت خود برکنار [۱] و مجبور به فروش کلینیک خصوصی خود در سال ۱۹۳۶ شد. در سال ۱۹۳۸ او در یک تصادف رانندگی در اتوبان کشته شد و در بیمارستان منطقه پرنزلائو درگذشت.[۲][۳]
اونگر یکی از پیشگامان پیوند اعضا محسوب می‌شود. او کارهای اساسی در پیوند کلیه انجام داد.[۴] در سال‌های ۱۹۱۰–۱۹۰۹ او پیوند کلیه را بین سگ‌های نژادهای مختلف انجام داد. تا سال ۱۹۱۰، اونگر توانست بیش از صد پیوند را گزارش کند که همه آنها در نهایت ناموفق بودند. در اواخر سال ۱۹۰۹ او سعی کرد کلیه یک کودک مرده را به یک میمون پیوند بزند. این تلاش نیز شکست خورد. اونگر شکست این تلاش را به مشکلات صرفاً فنی نسبت داد.[۵] در سال ۱۹۱۰ او دو کلیه میمون خوک را از بورنئو به کشاله ران یک بیمار ۲۱ ساله که علائم نارسایی کلیه نشان می‌داد پیوند زد.[۶] زن در روز دوم پس از عمل بر اثر ادم ریوی فوت کرد. اونگر به این نتیجه رسید که یک مانع بیوشیمیایی بین حیوانات و انسان‌ها وجود دارد که پیوند را غیرممکن می‌کند.
اونگر با فریتز بلیکرودر یک سری آزمایش با کاتترها انجام داد. هدف این بود که داروها را دقیقاً روی اندام‌های آسیب دیده قرار دهند.[۷]